# Alfredo Palacio Moreno
Alfredo Palacio Moreno (Loja, 9 de agosto de 1912  - Guayaquil, 20 de abril de 1998) fue un escultor y  curador de arte ecuatoriano que destacó a lo largo del siglo XX por su producción y empeño artístico, llegando a ser el primer director de la Escuela Municipal de Bellas Artes de Guayaquil durante 32 años y siendo el autor del monumento a Eloy Alfaro en Guayaquil. Fue padre del expresidente de la república Alfredo Palacio González e hijo de Manuel Belisario Moreno, conocido escritor de la novela Naya o La Chapetona.

## Biografía
Palacio nació en Loja el 9 de agosto de 1912 y desde muy chico trabajó en pequeñas cargas dedicando su tiempo libre a realizar dibujos.
Estudió junto a su hermano Daniel Elías en la Escuela de Bellas Artes de Quito donde obtuvieron las mejores calificaciones, ganando en 1926 una beca para estudiar en España y regresando en 1932 debido a asuntos políticos.
Fue subdirector del diario El Telégrafo, realizando ilustraciones y caricaturas.
En 1941 fue fundada la Escuela Municipal de Bellas Artes de Guayaquil siendo nombrado director, desempeñando ese cargo hasta 1972 debido a la dictadura del General Guillermo Rodríguez Lara.
También fue director del I Salón Municipal de Pintura y Escultura más conocido como el Salón de Julio en 1958 y ese mismo año realizó el monumento a Eloy Alfaro que estuvo ubicado en el centro de la ciudad, entre los puentes que unen con la Avenida de las Américas y las calles Esmeraldas y Los Ríos siendo trasladado y reubicado en el 2007 frente al Puente de la Unidad Nacional que une a Guayaquil con La Puntilla y dando la espalda al monumento de Guayas y Quil, por órdenes de su hijo, el entonces presidente Alfredo Palacio González.
Formó junto Yela Loffredo y otros artistas del medio la Asociación Cultural Las Peñas a mediados de 1966.
En 1988 elaboró un mural para la Casa de la Cultura Núcleo del Guayas.

## Fallecimiento
Murió en Guayaquil, el 20 de abril de 1998.